# Laurence Olivier Award al miglior attore non protagonista in un musical
Il Premio Laurence Olivier alla miglior attore non protagonista in un musical (Laurence Olivier Award for Best Actress in a Supporting Role in a Musical) è un riconoscimento teatrale presentato dal 2015 che viene consegnato ai migliori attori in ruoli da non protagonisti in musical nuovi o revival.
Il premio nasce nel 1976 come Society of West End Theatre Awards, poi ribattezzato in nome del celebre attore nel 1984.
Dal 1991 esisteva la categoria miglior performance in un ruolo non protagonista in un musical, che premiava indistintamente attori e attrici non protagonisti in un'unica categoria. Dal 2015 la categoria è stata divisa in migliore attrice non protagonista in un musical e miglior attore non protagonista in un musical.

## Vincitori e candidati

### Anni 2010
- 2015[2]
  - George Maguire - Sunny Afternoon nel ruolo di Dave Davies
  - Rolan Bell - Memphis nel ruolo di Delray
  - Ian Mcintosh - Beautiful: The Carole King Musical nel ruolo di Barry Mann
  - Jason Pennycooke - Memphis nel ruolo di Bobby
- 2016[3]
  - David Bedella - In the Heights nel ruolo di Kevin Rosario
  - Dan Burton - Gypsy: A Musical Fable nel ruolo di Tulsa
  - Peter Davison - Gypsy: A Musical Fable nel ruolo di Herbie
  - Gavin Spokes - Guys and Dolls nel ruolo di "Nicely Nicely" Johnson
- 2017[4]
  - Adam J. Bernard - Dreamgirls nel ruolo di James "Thunder" Early
  - Ian Bartholomew - Half a Sixpence nel ruolo di Chitterlow
  - Ben Hunter - The Girls nel ruolo di Danny
  - Andrew Langtree - Groundhog Day nel ruolo di Ned Ryerson
- 2018[5]
  - Michael Jibson - Hamilton nel ruolo di Giorgio III
  - Ross Noble - Young Frankenstein nel ruolo di Igor
  - Jason Pennycooke - Hamilton nei ruoli di Gilbert du Motier de La Fayette e Thomas Jefferson
  - Cleve September - Hamilton nei ruoli di John Laurens e Philip Hamilton
- 2019[6]
  - Jonathan Bailey - Company nel ruolo di Jamie
  - Clive Carter - Come From Away nel ruolo di vari personaggi
  - Richard Fleeshman - Company nel ruolo di Andy
  - Robert Hands - Come From Away nel ruolo di vari personaggi

### Anni 2020
- 2020[7][8]
  - David Bedella - & Juliet nel ruolo di Lance DuBois
  - Stewart Clarke - Fiddler on the Roof nel ruolo di  Perchik
  - Jack Loxton - Dear Evan Hansen nel ruolo di Jared Kleinman
  - Rupert Young - Dear Evan Hansen nel ruolo di Larry Murphy
- 2022[9][10]
  - Elliot Levey - Cabaret nel ruolo di as Herr Schultz
  - Clive Carter - Moulin Rouge! nel ruolo di Harold Zidler
  - Hugh Coles - Back to the Future: The Musical nel ruolo di as George McFly
  - Gary Wilmot - Anything Goes nel ruolo di Elisha J. Whitney
- 2023[11][12]
  - Zubin Varla - Tammy Faye nel ruolo di Jerry Falwell
  - Sharif Afifi - The Band’s Visit nel ruolo di Haled
  - Peter Polycarpou - The Band’s Visit nel ruolo di Avrum
  - Clive Rowe - Sister Act nel ruolo di Eddie
- 2024[13][14]
  - Jak Malone - Operation Mincemeat nei ruoli di Hester Leggett e Bernard Spilsbury
  - Cedric Neal - Guys and Dolls nel ruolo di Nicely Nicely Johnson
  - David Thaxton - Sunset Boulevard nel ruolo di Max von Mayerling
  - Jack Wolfe - Next to Normal nel ruolo di Gabriel "Gabe" Goodman
- 2025
  - Layton Williams - Titanique nel ruolo dell'Iceberg
  - Andy Nyman - Hello, Dolly! nel ruolo di Horace Vandergelder in Hello, Dolly! – London Palldium
  - Raphael Papo - Fiddler on the Roof nel ruolo del violinista sul tetto
  - Tom Xander - Mean Girls nel ruolo di Damian Hubbard